# Dodge County, Georgia
Dodge County är ett administrativt område i delstaten Georgia, USA, med 19 574 invånare. Den administrativa huvudorten (county seat) är Eastman. 

## Geografi
Enligt United States Census Bureau har countyt en total area på 1 303 km². 1 296 km² av den arean är land och 7 km² är vatten.

### Angränsande countyn
- Laurens County, Georgia - nordost
- Wheeler County, Georgia - öst
- Telfair County, Georgia - sydost
- Wilcox County, Georgia - väst
- Pulaski County, Georgia - väst
- Bleckley County, Georgia - nordväst